# SLC45A2
SLC45A2 (англ. solute carrier family 45 member 2) — белок, который кодируется одноимённым геномом, расположенный у людей на коротком плече 5-й хромосомы. Длина белковой полипептидной цепи составляет 530 аминокислот, а молекулярная масса — 58 268. SLC45A2 является транспортным белком, который связан синтезом меланина. Он может регулировать кислотность меланосомы, влияя на активность тирозиназы. Он также является антигеном дифференцировки меланоцитов и определяет интенсивность пигментации кожи человека.